# Lista över preussiska fältmarskalkar
Detta är en lista över preussiska fältmarskalkar.
- 26 juni 1657 – Otto Christoph von Sparr (1599–1668)
- 24 januari 1670 – Johan Georg II av Anhalt-Dessau (1627–1693)
- 18 februari 1670 – Georg von Derfflinger (1606–1695)
- 28 juni 1675 - Fredrik II av Hessen-Homburg (1633–1708)
- 1 maj 1688 – Hans Adam von Schöning (1641–1696)
- 12 mars 1691 – Alexander von Spaen (1619–1692)
- 16 april 1691 – Heino Heinrich von Flemming (1632–1706)
- 11 januari 1696 – Hans Albrecht von Barfus (1634–1704)
- 23 mars 1706 – Alexander Hermann von Wartensleben (1650–1734)
- 2 december 1712 – Leopold I av Anhalt-Dessau (1676–1747)
- 27 februari 1713 – Philipp Karl von Wylich und Lottum (1650–1719)
- 5 september 1713 – Alexander zu Dohna-Schlobitten (1661–1728)
- 3 juni 1728 – Dubislaw Gneomar von Natzmer (1654–1739)
- 2 maj 1733 – Albrecht Konrad Finck von Finckenstein (1660–1735)
- 15 juli 1737 – Friedrich Wilhelm von Grumbkow (1678–1739)
- 16 juli 1737 – Adrian Bernhard von Borcke (1668–1741)
- 5 augusti 1739 – Erhard Ernst von Röder (1665–1743)
- 29 juni 1740 – Hans Heinrich von Katte (1681–1741)
- 31 juli 1740 – Kurt Christoph von Schwerin (1684–1757)
- 3 juni 1741 – Caspar Otto von Glasenapp (1664–1747)
- 12 juni 1741 – Samuel von Schmettau (1684–1751)
- 16 maj 1742 – Kristian August av Anhalt-Zerbst (1690–1747)
- 17 maj 1742 – Leopold II av Anhalt-Dessau (1700–1751)
- 15 januari 1745 – Friedrich Wilhelm von Dossow (1669–1758)
- 16 januari 1745 – Wilhelm Dietrich von Buddenbrock (1672–1757)
- 16 maj 1747 - Joachim Christoph von Jeetze (1673-1752)
- 24 maj 1747 – Henning Alexander von Kleist (1676–1749)
- 24 maj 1747 – Christoph Wilhelm von Kalckstein (1682–1759)
- 18 september 1747 – James Keith (1696–1758)
- 22 januari 1751 – Johann von Lehwaldt (1685–1768)
- 21 december 1751 – Friedrich Leopold von Gessler (1688–1762)
- 5 december 1757 – Moritz av Anhalt-Dessau (1712–1760)
- 14 december 1758 – Ferdinand av Braunschweig-Wolfenbüttel (1721–1792)
- 1 januari 1787 – Karl Vilhelm Ferdinand av Braunschweig-Wolfenbüttel (1735–1806)
- 17 augusti 1793 – Wichard von Möllendorff (1724–1816)
- 20 maj 1798 – Alexander von Knobelsdorff (1723–1799)
- 1805 – Wilhelm Magnus von Brünnecke (1727–1817)
- 22 juli 1807 – Wilhelm René de l’Homme de Courbière (1733–1811)
- 22 juli 1807 – Friedrich Adolf von Kalckreuth (1737–1818)
- 19 oktober 1813 – Gebhard Leberecht von Blücher (1742–1819)
- 16 november 1818 - Arthur Wellesley (1769-1852)
- 5 maj 1821 – Ludwig Yorck von Wartenburg (1759–1830)
- 5 maj 1821 – Friedrich Kleist von Nollendorf (1763–1823)
- 18 juni 1825 – August von Gneisenau (1760–1831)
- 6 februari 1839 – Hans Ernst Karl von Zieten (1770–1848)
- 5 oktober 1847 – Karl von Müffling (1775–1851)
- 7 oktober 1847 – Hermann von Boyen (1771–1848)
- 9 oktober 1847 – Karl Friedrich von dem Knesebeck (1768–1848)
- 14 mars 1854 – Karl Friedrich Emil zu Dohna-Schlobitten (1784–1859)
- 15 augusti 1856 – Friedrich von Wrangel (1784–1877)
- 28 oktober 1870 – Fredrik Karl av Preussen (1828–1885)
- 28 oktober 1870 – Fredrik III av Tyskland (1831–1888)